# Paolo Orlandoni
Paolo Orlandoni (ur. 12 sierpnia 1972 w Bolzano) – włoski piłkarz, występujący na pozycji bramkarza. Wraz z Interem Mediolan, w którym występuje zdobył mistrzostwo Włoch w latach 2006, 2007, 2008, 2009,2010.Ligę Mistrzów 2010, Puchar Włoch 2006 oraz Superpuchar Włoch w latach 2005, 2006 i 2008.
Karierę piłkarską rozpoczynał w Interze Mediolan, gdzie grał w jednej z młodzieżowych drużyn w sezonie 1990/1991. Później młody bramkarz przeniósł się do Mantovy, aby po roku znów z niej odejść i wstąpić do jeszcze kilku drużyn Serie B i Serie C takich jak Leffe, Casarano, Pro Sesto, Ancona Calcio, US Foggia i Acireale.
W sezonie 1998/1999 Orlandoniemu wraz z klubem Reggina Calcio udało się wywalczyć awans do Serie A. W barwach tego zespołu włoski bramkarz grał pół roku i następnie został wypożyczony do innego zespołu Serie A – Bologny. We wrześniu 2001 roku Orlandoni zdecydował się na powrót do Regginy, gdzie spędził rok i został kupiony przez S.S. Lazio. W rzymskiej drużynie wystąpił tylko jeden raz i przeszedł do Piacenzy, z którą przez dwa lata grał w Serie A, a następnie w Serie B.
Przed rozpoczęciem rozgrywek sezonu 2005/2006 Orlandoni wrócił do Interu. Po zakończeniu sezonu 2009/2010 ogłosił zakończenie kariery, jednak 29 czerwca przedłużył kontrakt z Interem o kolejny rok.